# Valeriana montana
Valeriana montana — вид квіткових рослин з родини жимолостевих (Caprifoliaceae). Вид зростає в Європі: Німеччина, Швейцарія, Ліхтенштейн, Австрія, Португалія, Іспанія, Андорра, Франція (у т. ч. Корсика), Італія (у т. ч. Сардинія), Словенія, Хорватія, Боснія та Герцеговина, Чорногорія, Сербія, Косово, Албанія, Румунія, Болгарія, пн. Греція.

## Середовище
Цей вид росте на субальпійських та альпійських вапнякових осипах. Зустрічається виключно на вапняних ґрунтах.

## Біоморфологічна характеристика
Це багаторічна трав'яниста рослина (гемікриптофіт) від 20 до 60 см заввишки. Стебло прямовисне, порожнисте всередині, густо запушене лише під вузлами. Протилежні листки нерозділені, від яйцеподібних до ланцетних; рідше верхні листки також трилопатеві. Принаймні нижні листки мають цілі краї. Прикореневе листя 2–6 см завдовжки. Між базальним листям і суцвіттям розташовано від трьох до восьми пар стеблових листків. На кінцях стебел розташовані рясні, схожі на зонтики суцвіття. Квітки зазвичай чітко рожеві або червонуваті, і лише рідко білі. Плоди — горіхи, що вбудовані у чашолистки чашечки. 2n = 32.